# Staten Island Light
Staten Island Range Light (auch bekannt als Ambrose Channel Range Light) ist ein rückwärtig zum West Bank Light gelegener Leuchtturm im New Yorker Stadtbezirk Staten Island. Der 27 m hohe Turm steht auf dem Richmond Hill (Lighthouse Hill) an einem Punkt, der 42 m über dem Meeresspiegel und mehr als acht Kilometer nordwestlich vom West Bank Lighthouse liegt. Das Licht des Leuchtturmes ist fix und kann aus einer Entfernung von 18 Seemeilen gesehen werden. Die Basis des Leuchtturmes besteht aus grauem Kalkstein, der Turm selbst ist aus gelben Backsteinen gemauert. Der Turm hat eine achteckige Form.
Der Leuchtturm wurde 1968 zu einer New York City Landmark erklärt. Er ist noch immer eine Hilfe für die Navigation aller Schiffe, die in den Ambrose Channel der Lower New York Bay einfahren. Im Jahr 2005 wurde das Bauwerk unter der Bezeichnung Staten Island Light in das National Register of Historic Places aufgenommen.

## Belege
1. ↑  ARLHS World List of Lights
2. ↑  Staten Island Range Lighthouse, New York @ Lighthousefriends.com
3. ↑  Staten Island Lighthouse. US Coast Guard Aids to Navigation Team, NY, abgerufen am 13. Juli 2009.
4. 1 2  National Lighthouse Museum - Staten Island Lighthouse (Memento des Originals vom 6. August 2007 im Internet Archive)  Info: Der Archivlink wurde automatisch eingesetzt und noch nicht geprüft. Bitte prüfe Original- und Archivlink gemäß Anleitung und entferne dann diesen Hinweis.
5. ↑  National Register Information System. In: National Register of Historic Places. National Park Service, abgerufen am 13. März 2009 (englisch).